# Nöttja landskommun
Nöttja landskommun var en tidigare kommun i Kronobergs län.

## Administrativ historik
Den 1 januari 1863 började kommunalförordningarna gälla och då inrättades cirka 2 500 kommuner (städer, köpingar och landskommuner), tillsammans täckande hela landets yta.
I Nöttja socken i Sunnerbo härad i Småland inrättades då denna kommun. Landskommunen uppgick 1952 i Annerstads landskommun som sedan i sin tur 1971 uppgick i Ljungby kommun.

## Nöttja landskommun enligt Svenska orter: Atlas över Sverige med ortsbeskrivning
Kommunen tillhör Lidhults landsfiskaldistrikt, Sunnerbo fögderi och domsaga. Sunnerbo härads väghållnings-distrikt. Kyrkan är från medeltiden med en vacker klockstapel har en vacker barockaltaruppsats från år 1754 och senmedeltida triumfkrucifix.

## Läge och natur
Nöttja är beläget omkring Bolmån och sjön Exen samt uppfylles av skog- eller ljungbevuxna höjder, mellan vilka mossar och sankmarker utbreda sig. Utom barrskog finnes även rätt mycket lövskog, särskilt i kommunens mellersta del, där största delen av bebyggelsen är samlad. Jorden består mestadels av stenbundet och hårdbrukat krosstensgrus samt sand omkring Bolmån. Endast 1/10 av arealen utgöres av åker. Jordbruk med boskapsskötsel är dock kommunens huvudnäring. Kommunikationer består av en busslinje Vivhult—Bäck—Ljungby. 

## Byar och hemman
- Balkarp:  By i Nöttja med 12 jordbruksfastigheter. Taxeringsvärde för jordbruksfastigheter 52 100 kr, därav 48 600 kr jordbruksvärde och 3 500 skogsvärde. En del utägor se Nöttja kronopark. Byns historia skildras i artikeln Nöttja socken.
- Balkö: By i Nöttja med 5 jordbruksfastigheter Taxeringsvärde för jordbruksfastigheter 27 700 kr därav 25 800 kr jordbruksvärde och 1 900 kr skogsvärde.
- Billekulla, by i Nöttja, 8 km sydväst om kyrkan; 3 jordbruksfastigheter, 1 annan fastighet. Taxeringsvärde för jordbruksfastigheterna 9 800 kr vilket helt grundas på jordbruksvärdet, för annan fastighet 300 kr.
- Bolmaryd: By i Nöttja med 16 jordbruksfastigheter och 2 andra fastigheter. Taxeringsvärde för jordbruksfastigheterna 92 300 kr, därav 87 400 kr jordbruksvärde och 4 900 skogsvärde samt för annan fastighet 2 400 kr. Byns historia skildras i artikeln Nöttja socken.
- Brusarp: by i Nöttja 3 km nordost om kyrkan med 3 jordbruksfastigheter. Taxeringsvärde för jordbruksfastigheter 22 800 kr, därav 17 100 jordbruksvärde, 1 700 kr skogsvärde och 4 000 kr tomt- och industrivärde.
- Bölminge: By i Nöttja med 11 jordbruksfastigheter och 4 andra fastigheter. Taxeringsvärde för jordbruksfastigheter 56 900 kr., därav 53 000 kr jordbruksvärde och 3 900 kr skogsvärde samt för andra fastigheter 6 200 kr.
- Extorp: By i Nöttja  med 11 jordbruksfastigheter, och 4 andra fastigheter. Taxeringsvärde för jordbruksfastigheter 63 100 kr, därav 60 700 kr jordbruksvärde och 2 400 kr skogsvärde samt för andra fastigheter 4 500 kr. Byns historia skildras i artikeln Nöttja socken.
- Horsöja: by i Nöttja 3 km ostnordost om kyrkan med 3 jordbruksfastigheter. Taxeringsvärde för jordbruksfastigheter 13 800 kr, därav 12 700 kr jordbruksvärde och 1100 kr skogsvärde.
- Kärr: by i Nöttja 8 km sydväst om kyrkan med 3 jordbruksfastigheter. Taxeringsvärde för jordbruksfastigheter 13 500 kr, därav 12 500 jordbruksvärde och 1 000 skogsvärde. Byn hade 3/8 mantal delade i tre lika delar. Byn gränsade till militära bostället Bjärnhult. Kärr by var självägande tidigare och hade sammanförda ägor. Kärrs laga skifte 1872 innebar gränser så att ingen av de tre gårdarna behövde flytta sina byggnader. En av gårdarna låg redan nära gränsen till Bjärnhult. Byns utägorna låg sockengränsen mot Hinneryd. Mellanhemmanet fick ett utskifte åt det hållet alla tre gårdarna fick sammanhängande ägor och kunde utöka sin åkerareal. Byn har inte haft torp eller backstogor,
- Malmaryd: By i Nöttja med 4 jordbruksfastigheter 1930. Taxeringsvärde för jordbruksfastigheter 58 900 kr., därav 44 000 kr jordbruksvärde och 14 900 kr skogsvärde. En del utägor se Nöttja kronopark. Byns historia skildras i artikeln Nöttja socken.

- Nöttja: Se artikel om Nöttja.
- Rönninge: By i Nöttja med 5 jordbruksfastigheter. Taxeringsvärde för jordbruksfastigheter 23 800 kr allt jordbruksvärde.
- Stavsätra: By i  Nöttja med 3 jordbruksfastigheter och 1 annan fastighet. Taxeringsvärde för jordbruksfastigheter 22 800 kr, därav 21 800 kr jordbruksvärde och 1 000 kr skogsvärde samt för annan fastighet 700 kr.
- Staverhult: By i Nöttja med 8 jordbruksfastigheter och 1 annan fastighet. Taxeringsvärde för jordbruksfastigheter 30 300 kr, därav 26 600 jordbruksvärde och 3 700 skogsvärde samt för annan fastighet 700 kr.
- Tokaryd, by Nöttja 8,5 km sydväst om kyrkan med 4 jordbruksfastigheter. Taxeringsvärde för jordbruksfastigheter 16 500 kr, därav 15 700 kr i jordbruksvärde och 800 kr skogsvärde.
- Västerhult: By i Nöttja med 5 jordbruksfastigheter och 1 annan fastighet. Taxeringsvärde för jordbruksfastigheterna 26 800 kr, därav 22 900 jordbruksvärde och 3 900 skogsvärde, samt för annan fastighet 300 kr.

### Enskilda Hemman
- Bjärnhult: Gård i Nöttja med taxeringsvärde för jordbruksfastighete 6 500 kr avser jordbruksvärde. Utägor se Nöttja kronopark.
- Bökhult, Gård i Nöttja 8 km sydväst om kyrkan. Taxeringsvärde för jordbruksfastigheten 7 900 kr avser enbart jordbruksvärde; utägor se Nöttja kronopark.

Nöttja Kronopark i Kronobergs län: Omfattar Balkarp nr 1—2, 7/32 mantal, Balkö nr 1, 3/32 mantal, Billekulla nr 1, 23/96 mantal, Bolmaryd nr 1, 3—6, 1 5/48 mantal, Brusarp nr 1, 1/16 mantal, Bölminge nr 1, 2, 29/96 mantal, Extorp nr 1, 2, 7/16 mantal, Kärr nr 1, 3/32 mantal, Rönninge nr 1, 3/16 mantal, Stavsätra nr 1, 132/512 mantal, Tokaryd nr 1, 1/24 mantal, Staverhult nr 1, 1/8 mantal samt utägor till Balkarp nr 3, 3/4 mantal, Bjärnhult nr 1, 1/4 mantal, Bökhult nr 1, 1/4 mantal, Lindshult nr 1, 1/4 mantal, Malmaryd nr 1, 3, 11/4 mantal; sammanlagda arealen var 2 509 hektar, därav 1568 hektar skog, taxeringsvärde för jordbruksfastigheten 258 700 kr, därav 95 600 kr jordbruksvärde  och 163100 skogsvärde.

## Folkmängd
Befolkningen var som störst då landskommunen bildades och minskade sedan sakta med cirka 300 invånare till dess att landskommunen gick upp i Annerstad 1952.
- 448 år 1805 (Historiskt-geografiskt och statistiskt Lexikon öfver Sverige)
- 776 är 1860 (Historiskt-geografiskt och statistiskt Lexikon öfver Sverige)

- 635 år 1912 (Nordisk Familjebok 2:a upplagan)

- 631 år 1921 (Svenska orter 1931)
- 565 år 1931  (Svenska orter 1931)
- 459 år 1953 (Nordisk Familjebok 4:e upplagan)

## Föreningsliv
Omkring 1890 bildades en kristen ungdomsförening ansluten till E.F.S. Denna förening splittrades 1911.Grenen som tillhör Bibeltrogna vänner, hade verksamheten igång ännu 1982. Deras missionshus byggdes i Extorp 1929 och såldes 2022 som prvatbostad. Protokoll från denna ungdomsförening början är bevarade.
Inom N.T.O.  bildades en förening 1925 som 1982 fortsatt var verksam. Den var med och byggde bygdegården som sedan överläts till bygdegårdsföreningen. N.T.O.-föreningen hade stor betydelse Nöttja. Logen 2422 Vårvind grundades 1925. Man samlades först på torpet Oxborg men då medlemsantalet ökade blev stugan för trång. En egen samlingssal saknades. 1928 blev Gustav Persson vald till byggmästare för en samlingslokal. Gården byggdes på Nöttja Södergårds mark vid landsvägen. Bygdegården av idag är nästan identisk med huset som byggdes 1928. Endast förstugan har blivit lite större. I en liten lägenhet i nordöstra delen av huset bodde skräddaren Folke Persson som var oavlönad vaktmästare åt logen. Vårvind hade en topp i sin verksamhet under andra världskriget. Skogshuggarbaracker i bygden hyste både norrmän och finländare förutom svenskar och logens  alla aktiviteter i Bygdegården drog fulla hus. Amatörteater spelades i den egna logen och även i grannföreningarna. Frälsningsarmén hade sångaftnar. Vid påsken 1970 slogs IOGT och NTO tillsammans. I Nöttja skapades då en lokal bygdegårdsförening. Bygdegårdsföreningen har fortsatt sin verksamhet till 2023 men har stora svårigheter med att rekrytera medlemmar till styrelsen.

### Andra föreningar
1957 bildades Nöttja hembygdsförening. Den nyuppförde en gammal ryggåsstuga i Nöttja som flyttats från annan plats. Föreningen rekonstruerade en av skvaltkvarnarna i socknen. Den kvarnen ligger vid byvägen i Malmaryd. Hembygdföreningen gav också ut Nöttjaboken. Hembygdsföreningen är nu nedlagd. Då hembygdsföreningen upphörde och gick den först upp i Nöttja Sockenråd, som sedan i sin tur gick samman med Nöttja Bygdegårdsförening. Martin Schönberg verksam i hembygdsföreningen skänkte fotoalbum med bilder från Nöttja huvudsakligen fotograferade av honom och hans bror. Delar av Martin Schönbergs album kan vara fotograferade av hans bror.  Idag finns albumen i Nöttja Bygdegårdsförenings ägo förvarade i arkiv i Ljungby kommun. Det har också funnits en SLU-förening grundad 1926 men den blev nedlagd före 1982 troligen 1968. Material från denna förening finns i Kronobergsarkivet men kallas Nöttja CUF-avdelning. 1982 fanns en idrottsförening som också har blivit nedlagd. Nöttjas sockenråd har sedan också upphört och gått samman med Bygdegårdsföreningen. De allt färre byborma har åldrats och de yngre är inte föreningsaktiva. Föreningarna har svårt att upprätthålla verksamheten. Skolan i Bölminge och Nöttja blev också samlingslokaler efter sin tid som skola. Församlinghemmet i Nöttja (gamla skolan) kan inte drivas längre och ska kanske säljas.

## Taxeringsvärden, taxerade inkomster och tillgångar och skulder
Taxeringsvärde för skattepliktig fastighet 1930: för jordbruksfastigheter 942 300 kr., varav 710 500 kr jordbruksvärde, 227 800 kr skogsvärde och 4 000 kr tomt- och industrivärde samt för andra fastigheter 67 800 kr. Taxeringsvärde för skattefria fastigheter 1930: för andra fastigheter. tillhöriga kommuner med flera 18 300 kr, varav kyrka 10 000 kr och 2 folkskolor 5 300 kr. De två folkskolorna var Nöttja skola och Bölminge småskola. Till kommunal inkomstskatt taxerad inkomst 1930: 111 377 kr. Antal skattekronor 1931: 885. Kommunalskatt utdebitering 1931: 7,00 kr varav borgerlig kommun 2,50 kr kyrkan 1,70 kr och skolan 2,80 kr. Landstingsskatt 1931: 2,00 kr. Vägskatt 1931: 0,25 kr. per fyrk. Tillgångar den 31/12 1928: borgerlig kommun 1989 kr, varav fastigheter 125 kr, kyrklig kommun 30 043 kr, varav fastigheter 17 000 kr. Skulder 31/12 1928: borgerlig kommun —, kyrklig kommun 475 kr.

## Nöttja jordbruk enligt Rosengrens ny Smålandsbeskrivning cirka 1905
Socknens hemmantal  var 22 1/2 mantal, därav 6 11/96 kronohemman, 13 1/12 skattehemman och 3 29/96 frälsehemman med ett taxeringsvärde av 277,600 kr för jordbruksfastighet och 10,800 kr för andra fastigheter. Brukningsdelarnas antal var 133, jordtorp och andra jordlägenheter  var 29 stycken. De  ﬂesta brukarna, 110 är egna ägare och 7 arrendatorer, disponerade 2-20 hektar odlad jord, medan 16 brukare förfogade över högst 2 hektar. Hela landarealen, förutom vatten, utgjorde 6,608 hektar. Härav upptog den skogbärande marken endast 100 hektar,  den naturlig ängen 1,003 hektar, åker och annan odlad jord 578 hektar samt trädgårdar, humlegårdar och kålgårdar 13 hektar.
Åkern fördelas på olika grödor: Höstsäd 106 hektar, rotfrukter och potatis 71 hektar, grönfoder 2 hektar. Vårsäd 354 hektar, vall 30 hektar, baljväxter 1 hektar, spånadsväxter (lin) 1 hektar och träda 12 hektar.

## Markanvändning, jordbruk och husdjur 1928
Areal (1931): 6 907 hektar, varav 6 608 hektar land. Ägoslag (1927): åker 646 hektar, trädgård 4 hektar, slåtteräng 270 hektar, betesäng hektar 493 hektar, skogsmark 3 074 hektar och övrig mark 2 121. 5 195 hektar var alltså skog och övrig mark. Antalet brukningsdelar var (1927): 120 stycken. Åkerjordens fördelning (1927): vete 5 hektar, råg 71 hektar, korn 1 hektar, havre 224 hektar, blandsäd 11 hektar, baljväxter 1 hektar, grönfoder 12 hektar, potatis 48 hektar, foderrotfrukter 17 hektar, vall 253 hektar och träda 3 hektar. 
Den stora förändringen är skogsmarken som gått från 100 hektar till 3074 hektar. Det avspeglar omfattande skogsplanteringar på ljunghedar och betesmarker. Åkerarealen har ökat på dessa 20 år men det är vallen som har expanderat medan sädesodlingens areal har minskat i omfattning. Vallen kallades för naturlig äng/slåtteräng förut och var över 1000 hektar medan vallen som räknas till åkern bara var 30 hektar och ökade till 253 hektar. Ökningen av åkern är således bara skenbar då åker är 646 hektar 1928 mot 578 hektar tidigare. 
Husdjur (1927): hästar 85, nötkreatur 652, får 108, getter 1, svin 463, fjäderfän 2 017 och bisamhällen 122.